# Syzeuctus globiceps
Syzeuctus globiceps är en stekelart som beskrevs av Pierre L. G. Benoit 1959. Syzeuctus globiceps ingår i släktet Syzeuctus och familjen brokparasitsteklar. Inga underarter finns listade i Catalogue of Life.